# La Vineuse-sur-Fregande
La Vineuse-sur-Fregande – gmina we Francji, w regionie Burgundia-Franche-Comté, w departamencie Saona i Loara. W 2013 roku liczba ludności wynosiła 627 mieszkańców.
Gmina została utworzona 1 stycznia 2017 roku z połączenia czterech ówczesnych gmin: Donzy-le-National, Massy, La Vineuse oraz Vitry-lès-Cluny. Siedzibą gminy została miejscowość La Vineuse.